# Mary Nzimiro
Mary Nzimiro (de soltera: Mary Nwametu Onumonu; Oguta, 12 de octubre de 1898 – Oguta, 16 de enero de 1993) fue una pionera empresaria, política y activista por los derechos de la mujer nigeriana. En 1948, fue nombrada representante principal de la United Africa Company (UAC) para el este de Nigeria, mientras mantenía sus propios puntos de venta minoristas de textiles y cosméticos en Port Harcourt, Aba y Owerri. A principios de la década de 1950, se encontraba entre las personas más ricas de África occidental y se convirtió en residente de la exclusiva calle Bernard Carr en Port Harcourt. En el frente político, fue miembro del influyente Consejo Nacional de Nigeria y Camerún, convirtiéndose en miembro de su comité ejecutivo en 1957 y vicepresidenta de la Asociación de Mujeres del Este del NCNC en 1962. Durante la guerra civil de Nigeria (1967-1970), organizó a las mujeres igbo en apoyo de los biafreños. Como resultado, perdió la mayor parte de su propiedad en Port Harcourt y regresó a su Oguta natal, donde murió en 1993.

## Biografía

### Infancia y estudios
Nacida el 16 de octubre de 1898 en Oguta, estado de Imo, Mary Nwametu Onumonu era hija del jefe igbo Onumonu Uzoaru, un jefe de orden colonial, y su esposa Ruth, una exitosa comerciante de productos de palma. La primera de seis hijos, asistió a la Escuela del Sagrado Corazón en Oguta y luego a la Escuela del Convento en Asaba, donde se graduó en 1920. Poco después se casó con Richard Nzimiro, quien trabajaba como empleado de la UAC.

### Carrera
Desde muy pequeña su madre la entrenó para que se hiciera cargo del negocio familiar, cuando el trabajo de su esposo los llevó a Illah, comerciaba con sal y aceite de palma que vendía en los mercados de Nkwo y Eke. Después, se mudaron a Onitsha y luego a Opobo, hasta que finalmente se establecieron en Port Harcourt a mediados de la década de 1940. Su esposo renunció a su trabajo para ayudar a Mary Nzimiro con su negocio. En la ciudad, pudo comerciar con textiles, pólvora y cosméticos. Como resultado de su sentido de los negocios y su reputación de confiabilidad, se convirtió en agente de la UAC, convirtiéndose en la principal representante de la compañía para la Región Oriental de Nigeria en 1948. En esta capacidad, realizaba envíos de mercancías a granel a mayoristas y minoristas en Nigeria, Ghana y Sierra Leona. También abrió sus propios puntos de venta minoristas de textiles y cosméticos en Port Harcourt y otras ciudades vecinas.
Los directores de la UAC organizaron que hiciera varios viajes de negocios a Londres, Mánchester y Glasgow. Además, abrió dos gasolineras, una con Agip en Port Harcourt y la otra con Total en Lagos. De esta forma se convirtió en una de las personas más ricas de África occidental con varios activos inmobiliarios en Port Harcourt, incluida su propia residencia en la exclusiva calle Bernard Carr de la ciudad. Pudo ofrecer becas a estudiantes y ayudó a muchas de sus aprendices a entrar ellas mismas en el negocio. Junto con su esposo, en 1945 abrió una escuela en Oguta, más tarde rebautizada como Priscilla Memorial Grammar School en memoria de su hija Priscilla Nzimiro, quien murió poco después de graduarse en medicina en la Universidad de Glasgow. En 1966, algunos años después de la muerte de su esposo (quien murió en 1959), fundó la Escuela Secundaria Femenina Nzimiro Memorial.
En el frente político, fue miembro del influyente partido Consejo Nacional de Nigeria y Camerún, convirtiéndose en miembro de su comité ejecutivo en 1957 y vicepresidenta de la Asociación de Mujeres del Este del NCNC en 1962. Durante la guerra civil de Nigeria (1967– 1970), organizó a las mujeres igbo en apoyo de los biafreños. Como resultado, perdió la mayor parte de sus propiedades en Port Harcourt y se vio obligada a regresar a su Oguta natal, donde murió el 16 de enero de 1993, a la edad de 95 años.